# Franz Kienast
Franz Wilhelm Bernhardt Kienast (* 26. November 1895 in Berlin; † 26. Mai 1965 in Dresden) war ein deutscher Maschinenbauingenieur und zuletzt Professor für Fördertechnik an der Fakultät für Maschinenwesen der TU Dresden.

## Leben
Franz Kienast leistete nach seinem Abitur 1914 Kriegsdienst und studierte nach dem Ende des Ersten Weltkriegs Maschinenbau an der TH Dresden, ein Studium, das er 1921 mit Diplom abschloss. Seine berufliche Karriere begann er 1921 als Assistent in der Hauptverwaltung der Werschen-Weißenfelser Braunkohlen AG (Halle), er übernahm 1922 die Position eines Maschineningenieurs bei der Berginspektion, wurde 1926 Abteilungsdirektor und war von 1933 bis 1938 Werkdirektor. Als Externer wurde Kienast mit der Dissertation Untersuchungen über die Gewinnung und Bewegung des Fördergutes an Abraumbaggern im Braunkohletagebau 1935 von der TH Dresden zum Dr.-Ing. promoviert. Ab 1938 zunächst selbstständig, übernahm er von 1940 bis 1941 die Stelle eines Maschinendirektors der Sudetenländische Bergbau AG Brüx innerhalb des Konglomerats der Reichswerke Hermann Göring.
Nach dem Krieg war Lehrstuhl für Maschinenkunde und Elektrotechnik an der Bergakademie Clausthal vakant geworden, sodass Kienast diesen kommissarisch zum Start des Lehrbetriebes 1946 verwaltete. Ein Jahr später avancierte er zum vereidigten Sachverständigen der Industrie- und Handelskammer Braunschweig und Geschäftsführer der Dr.-Ing. Kienast GmbH Braunschweig.
1951 berief ihn die TH Dresden zum ordentlichen Professor für Fördertechnik, wo er bis zu seiner Emeritierung 1962 erfolgreich lehrte, forschte und dem Institut für Fördertechnik (dem späteren Institut für Fördertechnik und Baumaschinen) als Direktor vorstand. Zu seinen Diplomanden gehörte u. a. Karl Höffl.
Kienast engagierte sich maßgeblich für Entwicklung der „sozialistischen Gemeinschaftsarbeit“. So leitete er eine solche Arbeitsgemeinschaft, bestehend aus Arbeitern und Ingenieuren des VEB Ferrolegierungswerk Mückenberg und VEB Lippendorf, um das Problem der mechanischen Beschickung von Ferro-Silizium-Öfen zu lösen. Hierfür wurde Kienast 1957 der Vaterländische Verdienstorden in Silber verliehen. Auch arbeitete sein Institut mit den Lehrstühlen für Fördertechnik in Moskau und Prag zusammen, aus der 1957 die Konferenzreihe Mechanisierung im Erdbau entstand, an der sich später sechs Länder des RGW beteiligten.
Das gesamte Gebiet der Fördertechnik spielte für die DDR eine zentrale Rolle im Braunkohletagebau. Von Bauingenieurseite hatte sich an der TH Dresden und in seinem Dresdner Ingenieurbüro seit 1928 Kurt Beyer erfolgreich mit der Strukturanalyse und konstruktiven Gestaltung des Stahlbaus von Tagebaugeräten befasst. Auch der Bauingenieurprofessor Ludwig Mann bewegte sich auf diesem Gebiet Kienast entwickelte die Fördertechnik aus der Perspektive des Maschinenbaus weiter und publizierte seit Mitte der 1950er Jahre zahlreiche Schriften im Verlag Technik: Seile und Ketten, Triebwerksteile, Bremsen und Gesperre, Lastaufnahmemittel, Flaschenzüge, Zuggeräte, Winden, Brückenkrane, Portalkrane, Stetigförderer, Tagebaugeräte, Aufzüge und Lagertechnik.
An den in der DDR erzielten wissenschaftlich-technischen Fortschritten der Fördertechnik als Teilgebiet des Maschinenbaus hatte Kienast maßgeblichen Anteil.

## Schriften
- Untersuchungen über die Gewinnung und Bewegung des Fördergutes an Abraumbaggern im Braunkohletagebau. Dissertation, TH Dresden 1935.
- Übersicht über die Fördertechnik. In: Abhandlungen der Deutschen Akademie der Wissenschaften zu Berlin, Klasse für Mathematik, Physik und Technik, Jg. 1957, Nr. 2, Akademie-Verlag.
- Mit Conrad Hildebrandt: Fördertechnik. Verlag für Buch- und Bibliothekswesen, Leipzig 1959.
- Das Chemieprogramm und der Maschinenbau. In: Arwed Schulz (Hrsg.): Aktuelle Probleme der Mechanisierung und Automatisierung. Verlag Technik, Berlin 1961, S. 101–108